# 亞歷克塞·庫羅帕特金
亞歷克塞·尼古拉耶維奇·庫羅帕特金 （羅馬化：Aleksey Nikolayevich Kuropatkin；1848年3月29日（舊曆3月17日）—1925年1月16日），俄罗斯帝国陸軍大臣（1898年至1904年在任），通常被认为对日俄战争中的重大失败付有责任，尤其是奉天會戰及遼陽會戰两役。

## 生平

### 早年
庫羅帕特金在1848出生于俄国西北部距离爱沙尼亚约20公里处的城市普茨科夫。他的父亲是一名退休陆军上尉，家境富有。
庫羅帕特金在俄罗斯军事生训练营以及当时名为帕维尔军事学校的巴普洛夫斯基军事学校接受教育，并于1864年进入陆军服役。在1866年8月8日，庫羅帕特金在第一突厥斯坦步兵排被升职至少尉军衔，并参与远征巴卡拉的战争，撒马尔罕攻城战，及其他俄罗斯帝国征服突厥斯坦的战役。1870年8月，庫羅帕特金被升为上校。

### 日俄战争期间
庫羅帕特金参与了1904年日俄战争前与日本的交涉。他不支持与日本发生武装冲突，并反对毕泽勃拉索夫神圣团势力。这种立场在他1903年访问日本后变得更加坚定。
庫羅帕特金在战争期间混乱不堪的俄国地面部队中也有很深的参与。

### 革命之后
1917年二月革命时，庫羅帕特金正在圣彼得堡，他随即宣誓向临时政府效忠，并将皇家徽章从制服上撕下。